# Zhang Chunqiao
Zhang Chunqiao, född 1 februari 1917 i Juye härad, Shandong, död 21 april 2005 i Peking, var en ledande kommunistisk politiker i Folkrepubliken Kina under Kulturrevolutionen och medlem i "De fyras gäng". Han var också borgmästare i Shanghai.
Zhang Chunqiao kom från en intellektuell familj från Juye härad i Shandong-provinsen och fick gå i bra skolor. Under 1930-talet var han författare i Shanghai. Efter Yan'an-konferensen 1938 gick han med i Kinas kommunistiska parti.
Efter Folkrepubliken Kinas grundande år 1949 fick han i uppgift att ge ut Befrielsens dagblad (解放日报, Jiefang Ribao) i Shanghai. Där lärde han känna Jiang Qing och hjälpte henne och Mao Zedong att starta Kulturrevolutionen. 1967 organiserade han ett uppror mot den lokala partisekreteraren och etablerade den så kallade Shanghaikommunen tillsammans med andra radikaler i staden. 1969 utsågs han till ledamot i Politbyrån i Kinas kommunistiska parti och 1973 blev han ledamot i Politbyråns ständiga utskott. Det var vi denna tid som Zhang framträdde som medlem i det så kallade Fyras gäng tillsammans med Mao Zedongs hustru Jiang Qing, Yao Wenyuan och Wang Hongwen.  1975 nådde han toppen av sin karriär när han blev utnämnd till ställföreträdande president för Folkrepubliken Kina. Han ansågs då vara en av Mao Zedongs möjliga efterträdare.
Bara en månad efter Maos död 1976 arresterades Zhang tillsammans med de övriga medlemmarna i de Fyras gäng. 1981 dömdes han till döden, men straffet omvandlades till livstids fängelse.
2002 frigavs Zhang Chunqiao av medicinska skäl. Han levde tillbakadraget liv i Shanghai fram till sin död tre år senare.